# Andrzej Kałas
Andrzej Kałas (ur. 11 października 1938) – polski koszykarz, reprezentant kraju, multimedalista mistrzostw Polski. 

## Osiągnięcia
Klubowe
- Mistrz Polski (1965)
- Wicemistrz Polski (1963, 1964)
- Brązowy medalista mistrzostw Polski (1960, 1966)
- Zdobywca pucharu Polski (1959)